# Uwe Messerschmidt
Uwe Messerschmidt (* 22. Januar 1962 in Schwäbisch Gmünd) ist ein ehemaliger deutscher Radsportler, der für die Bundesrepublik Deutschland 1984 die olympische Silbermedaille im Punktefahren gewann.

## Sportliche Laufbahn
Messerschmidt, der unter anderem für die RSG Böblingen, die SpVgg Feuerbach und die RSG Heilbronn startete, gewann 1980 die Juniorenweltmeisterschaft im Punktefahren. Bei den Olympischen Spielen 1984 in Los Angeles gewann er die Silbermedaille im Punktefahren hinter dem Belgier Roger Ilegems. Die beiden waren die einzigen nicht überrundeten Fahrer im Feld. 1987 gewann er bei der Amateur-Weltmeisterschaft ebenfalls die Silbermedaille, diesmal lag Marat Ganejew aus der UdSSR vor ihm. Bei den Olympischen Spielen 1988 in Seoul belegte Messerschmidt den sechsten Platz.
Obwohl Messerschmidt 1987 beim Straßenrennen Rund um Düren siegte, war er weitgehend als Bahnspezialist bekannt. Er gewann sieben Titel bei den Deutschen Meisterschaften im Bahnradsport. So siegte er zusammen mit Manfred Donike, dem Sohn von Dopingfahnder Manfred Donike, bei zahlreichen Bahnkriterien. Auch in der Amateurwertung mehrerer Sechstagerennen war das Duo erfolgreich.
Von 1993 bis 1997 war Messerschmidt Profi, konnte aber bei den Profis keine größeren Erfolge feiern.

## Berufliches
Messerschmidt absolvierte eine Ausbildung als Industriekaufmann.